# Serie A 1956-1957 (pallacanestro femminile)

Una formazione della neopromossa Maurolico

Il campionato di pallacanestro femminile 1956-1957 è stato il ventiseiesimo organizzato in Italia.
In Serie A, otto squadre si incontrano in un girone all'italiana con partite d'andata e ritorno. La prima classificata vince lo scudetto e per quest'anno nessuna squadra retrocede per permettere l'allargamento a dieci squadre. Viene abolito il pareggio e la sconfitta vale un punto.
La Ginnastica Triestina vince il secondo titolo consecutivo, davanti all'Udinese e all'Omsa Faenza.

## Risultati
| Serie A femminile 1956-57    | SGT     | UDI     | FAE   | AUT   | FIAT    | NST   | STM     | MES   |
| ---------------------------- | ------- | ------- | ----- | ----- | ------- | ----- | ------- | ----- |
| S.G. Triestina               |         | 65-43   | 51-53 | 52-43 | 71-35   | 54-25 | 60-41   | 87-37 |
| A.P. Udinese                 | 65-49   |         | 41-37 | 46-37 | 43-38   | 56-36 | 57-37   | 55-36 |
| OMSA Club Atletico Faenza    | 51-60   | 66-53   |       | 61-49 | 65-43 * | 64-37 | 43-41   | 65-29 |
| U.S. Autonomi Torino         | 43-48   | 47-45 * | 53-40 |       | 47-54   | 59-42 | 50-32   | 67-38 |
| C.S. Fiat Torino             | 43-55   | 36-51   | 36-55 | 37-38 |         | 53-41 | 31-33   | 39-41 |
| C.M.M. Nazario Sauro Trieste | 41-66   | 56-59   | 52-49 | 57-48 | 55-63   |       | 49-48 * | 51-45 |
| G.S. Magazzini Standa Milano | 62-75   | 35-50   | 32-64 | 34-32 | 34-47   | 40-34 |         | 51-34 |
| G.OP. Maurolico Messina      | 46-81 * | 52-70   | 29-37 | 36-32 | 32-71   | 59-52 | 37-35   |       |

I risultati contrassegnati da un asterisco (*) sono stati calcolati in quanto non pubblicati.

## Classifica
|  |    | Serie A femminile 1956-57    | Pt | G  | V  | P  | PF  | PS  |
|  | -- | ---------------------------- | -- | -- | -- | -- | --- | --- |
|  | 1. | S.G. Triestina               | 26 | 14 | 12 | 2  | 874 | 621 |
|  | 2. | A.P. Udinese                 | 25 | 14 | 11 | 3  | 734 | 627 |
|  | 3. | OMSA Club Atletico Faenza    | 24 | 14 | 10 | 4  | 750 | 605 |
|  | 4. | U.S. Autonomi Torino         | 21 | 14 | 7  | 7  | 645 | 602 |
|  | 5. | C.S. FIAT Torino             | 19 | 14 | 5  | 9  | 636 | 661 |
|  | 6. | C.M.M. Nazario Sauro Trieste | 18 | 14 | 4  | 10 | 628 | 755 |
|  | 7. | G.S. Magazzini Standa Milano | 18 | 14 | 4  | 10 | 545 | 663 |
|  | 8. | G.P. Maurolico Messina       | 17 | 14 | 3  | 11 | 545 | 823 |

## Verdetti
- Campione d'Italia:  Società Ginnastica Triestina

Formazione: Maria Benevol, Marisa Magris, Maraspin, Liana Nunzi, Nicoletta Persi, Imelda Prennuschi, Sossi, Mirella Tarabocchia, Laura Vascotto.